# 麻生弼吉
麻生 弼吉（あそう すけきち、天保6年（1835年） - 明治40年（1907年）4月27日）は、明治初期の啓蒙家。のち麻生武平（たけへい）と改名し、6等出仕として初代海軍機関学校校長を務め、軍事技術者として海軍機関大監まで栄進した。
元日本銀行理事麻生二郎の養父。

## 経歴
豊前国宇佐神宮社司に生まれる。
元治2年（1865年）4月に慶應義塾に入塾。1869年（明治2年）に出版された『奇機新話』（西洋の機械の紹介）など科学技術の啓蒙書や理科教科書を福沢・小幡などと共に数多く執筆。1870年に、「海軍繰練所、英学、及び英学教授書取調海軍兵学寮中教授」、海軍省六等出仕となり、海軍始に明治天皇が行幸した時に「ピョートル大帝海軍創立ノ事」と題する御前講演を行った。1880年11月26日に海軍機関学校校長に就任。1883年に五等出仕、のちに海軍機関大鑑（海軍大佐）となる。
西南戦争で熊本鎮台が西郷軍に包囲されていたため、気球で熊本城と連絡を取ろうと考え、明治10年4月14日、海軍が気球製作の依頼を受けると第一号球および第二号球の製作にスタッフとして参加。他にも『機学要語』を記すなど、海洋工学・船舶工学の分野で大きな成果を挙げた先駆者である。
明治23年に『日本歴史図解上世紀』を執筆、エドウィン・アーノルドの英語訳を付けて上梓。アーノルドはこの前年に来日し、日本家屋に住みたいとの希望から、麻生家の英語家庭教師の名目で、麻布区麻布今井町41番地（現・港区六本木2-1）にあった麻生家の離れを借りていた。アーノルド離日の際には、「いかなりし　えにしなるらん　はらからの　友としおもう　異国（ことくに）の人」の歌を贈った。

## 家族
- 長女・たす（1865-） ‐ 井口在屋の妻。[4]
- 二女・ふく（1874-） ‐ 麻生二郎の妻。三女・梢はたすの三男・井口武英といとこ婚。[5]
- 三女・よし（1877-） ‐ 松波秀実 (1865年生)の妻。松波は岩手県士族・日戸綱三の二男で、海軍兵学校文官教授・松波直清の養子。東京農林学校卒業後、農商務省の山林技師となり、同省山林局の林業試験場（森林総合研究所）第4代場所長を務めた。[6][7]

## 栄典
- 1889年（明治22年）
  - 11月22日 - 勲五等瑞宝章[8]
  - 11月29日 - 大日本帝国憲法発布記念章[9]

## 著書
- 麻生弼吉編『奇機新話』（1869年）
- 麻生武平編『機学要語』（1875年）
- 麻生武平『日本歴史図解 上世紀』（1890年）